# صدف‌نوشته اکدی
صدف‌نوشته آکدی یکی از اشیای باستانی است که متعلق به دوران اکد است. بر این صدف دریایی حلزونی شکل نام ریموش پسر سارگن بزرگ پادشاه کیش (شهر سومری) کنده کاری شده‌است. این اثر متعلق به ۲٬۲۷۰ سال پیش از میلاد (سده بیست و سوم پیش از میلاد) است و در موزه لوور پاریس نگهداری می‌شود. این صدف از یک نفر اهل کنعان (شام) در سواحل مدیترانه و در حالی که می‌خواست با آن رنگ بنفش درست کند، خریداری شده‌است. خاستگاه این صدف دریای سرخ یا خلیج فارس است.